# Kyaw Hla Aung
U Kyaw Hla Aung (16 de agosto de 1940 - 1 de agosto de 2021) foi um advogado birmanês, ativista dos direitos civis e membro da comunidade ruainga.
Kyaw Hla Aung nasceu em Sittwe, capital do estado de Rakhine, Mianmar, filho de um oficial do governo. Ele cresceu e obteve sua educação em Sittwe e começou a trabalhar como escrivão e estenógrafo em 1960. Motivado pela injustiça que viu, ele largou o emprego e começou a se formar advogado, se formando em 1982.
Em 1986, quando o governo de Mianmar começou a confiscar as terras dos ruaingas, Aung representou um grupo de fazendeiros ruaingas, escrevendo uma carta de apelo. Em retaliação, ele foi detido e passou dois anos na prisão em Rangoon. Após os protestos de 1988, ele pôde deixar a prisão e voltar para Sittwe. Ele co-fundou o "Partido Nacional Democrático pelos Direitos Humanos" e foi selecionado como candidato às eleições de 1990. Para evitar sua candidatura, ele foi preso novamente e condenado a 14 anos de prisão. Em 1997, ele foi libertado durante uma anistia, mas foi preso várias vezes desde então. Sua casa foi arrasada durante o Conflito Ruainga e ele passou a viver no campo de internamento Thet Kae Pyin, onde é um dos líderes do campo.
Em 2019, ele foi listado na lista da revista Fortune dos "Maiores Líderes do Mundo" no ranking 28. Os correios armênios dedicaram um selo a ele em 2019.
Aung era casado e tinha sete filhos, e morreu no dia 1 de agosto, aos 80 anos.